# Stalachtis egaënsis
Stalachtis egaënsis är en fjärilsart som beskrevs av Bates 1861. Stalachtis egaënsis ingår i släktet Stalachtis och familjen juvelvingar. Inga underarter finns listade i Catalogue of Life.